# باي جوي
باي جوي (بالصينية: 白居易) (و. 772 – 846 م) هو شاعر، وكاتب، وراهب بوذي ‏، وخطاط من سلالة تانغ الحاكمة، توفي في لويانغ، عن عمر يناهز 74 عاماً.

## روابط خارجية
- باي جوي على موقع الموسوعة البريطانية (الإنجليزية)
- باي جوي على موقع ميوزك برينز (الإنجليزية)